# Trichonta cincta
Trichonta cincta är en tvåvingeart som beskrevs av Oskar Augustus Johannsen 1912. Trichonta cincta ingår i släktet Trichonta och familjen svampmyggor.
Artens utbredningsområde är Maine. Inga underarter finns listade i Catalogue of Life.